# 표준화 사망률
한 인구의 표준화 사망률(standardized death rate)은 이 인구가 특정 인구(표준인구라고 함)의 연령별 인구구성과 같다고 가정하고 산출한 사망률이다.